# Rodolfo Vásquez Martínez
Rodolfo Vásquez M. (1956) es un botánico, investigador e ilustrador peruano.
Es director del "Jardín Botánico Missouri", Oxapampa, Pasco, Perú. Escribió la Flórula de las Reservas Biológicas de Iquitos, y junto con Rocio Rojas y Henk van der Werff escribió la Flora del río Cenepa y áreas adyacentes, Amazonas, Perú, que incluye un documento descriptivo de cerca de 3.442 especies. Actualmente está trabajando en un Catálogo de la Flora Vascular de las Áreas Naturales Protegidas de la Selva Central; y durante los últimos cinco años, Vásquez y sus colaboradores tales como: Rocío Rojas, y Abel Monteagudo, han logrado elevar de 2.100 a 4.050 el número de especies registradas para la Selva central, sin embargo se especula que habría cerca de 5.500 especies en la zona.
Vásquez además de trabajar en la flora de la Selva Central, trabaja con parcelas permanentes en varias localidades de la Selva Perúana, con énfasis en Oxapampa y también dirige actividades productivas comunitarias de bajo impacto, tendientes a mejorar la calidad de vida de las comunidades adyacentes a las ANPs de la Selva Central.

## Algunas publicaciones

### Libros
- r. Vásquez, r. Rojas, h. van der Werff (eds). 2010. Flora del Río Cenepa, Amazonas, Perú. Monographs in Syst. Bot. Miss. Bot. Gard. Vol. 114:1 & 2 . St. Louis, MO. 1557 pp.

- n. Smith, r. Vásquez, walter h. Wust. 2007. Frutos del Río Amazonas - Sabores para la Conservación. Lima. 274 pp.

- r. Vásquez, r. Rojas. 2006. Plantas de la Amazonía Peruana: Clave para Identificar las Familias de Gymnospermae y Angiospermae. 2ª ed. Arnaldoa. 13 (1): 09–258

- 2004. Plantas de la Amazonía Peruana: Clave para Identificar las Familias de Gymnospermae y Angiospermae. Arnaldoa. Edición Especial. 1–262

- 1997. Flórula de las Reservas Biológicas de Iquitos, Perú, Allpahuayo-Mishana, Explornapo Camp, Explorama Lodge. Monographs in Syst. Bot. Miss. Bot. Gard. 63. St. Louis, MO. 1046 pp.

- 1997. Catálogo de las Plantas Vasculares de las Reservas Biológicas de Iquitos. Anexo de la Flórula, 162 pp.

- james a. Duke, rodolfo Vasquez. 1994. Amazonian ethnobotanical dictionary. CRC Press. 215 pp.

- r. Vásquez. 1989. Plantas Útiles de la Amazonía Peruana, vol. I, 195 p. Missouri Bot. Garden, Iquitos, Perú. 200 pp.

- t. Soto, r. Vásquez. 1989. Madera redonda: Un material de construcción a revalorar en la selva peruana. CONCYTEC. 63 pp.
- La abreviatura «Vásquez» se emplea para indicar a Rodolfo Vásquez Martínez como autoridad en la descripción y clasificación científica de los vegetales.[5]